# Mohamed Mursi
Mohamed Mursi (àrab: محمد محمد مرسى عيسى العياط, Muḥammad Muḥammad Mursī ʿĪsà al-ʿAyyāṭ) (Sharqia, 20 d'agost de 1951-el Caire, 17 de juny de 2019) fou un enginyer i polític egipci, president d'Egipte entre 2012, i 2013. Va guanyar les eleccions presidencials d'Egipte de 2012 amb el 51,9% dels vots, per davant d'Ahmed Shafik amb el 48,1 %. El 3 de juliol de 2013 va ser expulsat del poder per l'exèrcit egipci. L'abril de 2015 va ser condemnat a 20 anys de presó. Va morir mentre complia sentència el 2019.

## Biografia
Va estudiar Enginyeria a la Universitat del Caire, on va obtenir el seu títol el 1978. Després es va doctorar a la Universitat del Sud de Califòrnia el 1982. Va ser professor adjunt en la California State University (Northridge), de 1982 a 1985. El 1985 va retornar a Egipte com a docent de la Universitat de Zagazig. Els seus fills van néixer a Califòrnia i són ciutadans estatunidencs.
Electe per primera vegada al parlament el 2000, des d'abril de 2011 va presidir el Partit Llibertat i Justícia, musulmà, fundat pels Germans Musulmans després de la revolució egípcia de 2011. A les eleccions presidencials d'Egipte de 2012 va ser el candidat del seu partit, en substitució de la inhabilitat Khairat El-Shater. Se'l considera un moderat dins del moviment islamista.

## Presidència
Com a president, Mursi va emetre una declaració constitucional temporal el novembre de 2012 que li atorgava poders il·limitats i el poder de legislar sense supervisió judicial ni revisió de les seves actes, en prevenció de la prevista dissolució de l'assemblea constituent per part de jutges de l'era de Mubarak. L'assemblea constitucional amb domini islamista va acabar ràpidament la nova constitució, presentada al president i es preveia un referèndum abans que el Tribunal Constitucional Suprem pogués dictaminar la constitucionalitat de l'assemblea. Aquests problemes i denúncies de processos a periodistes i atacs a manifestants no violents, van provocar les protestes del 2012. Com a part d'un compromís, Mursi va rescindir els decrets. Aproximadament dos terços dels electors van aprovar la nova constitució.

## Derrocament
Les repetides manifestacions contra el govern de Mursi van provocar un greu conflicte dintre del país, que es va saldar amb la vida de diversos manifestants i tensions arreu del territori Egipci, especialment a la capital. Davant d'aquesta situació, l'exèrcit egipci va enviar un ultimàtum a Mursi que no va gestionar amb la rapidesa i atenció necessària i el dia 3 de juliol del 2013 Abdelfatah al-Sisi, cap de les forces armades egípcies, va derrocar en un cop d'estat el president Mursi, traspassant els poders a Adly Mansur, president del Tribunal Constitucional i convocant eleccions anticipades constituents.
El 16 maig de 2015 Mursi va ser condemnat a mort pel Tribunal Penal del Caire acusat d'espionatge i de conspirar amb milícies estrangeres per assaltar diverses presons egípcies durant la Revolució egípcia de 2011, que va permetre l'alliberament de milers de presos, entre ells diversos dirigents dels Germans Musulmans. Segons la versió de la policia avalada pel jutge, en aquests assalts estaven implicats la milícia palestina Hamas i la libanesa Hezbol·là. Mursi es trobava a la presó de Wadi Natrun en aquest moment. La sentència encara no era ferma, a falta de l'informe del Gran Muftí de la República, màxima autoritat religiosa d'Egipte. La sentència definitiva estava previst que es conegués el 2 de juny de 2015. Per aquest mateix motiu també van ser condemnats a la pena capital altres 105 membres dels Germans Musulmans.
La sentència a la pena capital fou revocada i s'ordenà repetir el judici. Mursi va morir durant el procediment entre protestes per no haver tingut el tractament mèdic adient mentre era a presó.